# Ноблстаун (Пенсилванија)
Ноблстаун (енгл. Noblestown) насељено је место без административног статуса у америчкој савезној држави Пенсилванија.

## Демографија
По попису из 2010. године број становника је 575.
| Група             | 2000.    | 2010.       |
| Белци             | 0 (0,0%) | 556 (96,7%) |
| Афроамериканци    | 0 (0,0%) | 7 (1,2%)    |
| Азијати           | 0 (0,0%) | 2 (0,3%)    |
| Хиспаноамериканци | 0 (0,0%) | 5 (0,9%)    |
| Укупно            | 0        | 575         |